# Helicoplacus
Helicoplacus é um género extinto de equinodermes apenas conhecido a partir do seu registo fóssil. Placas fossilizadas são conhecidas a partir de várias regiões. Exemplares completos foram encontrados em estratos geológcos datados do Cambriano em Lower, nas Montanhas Brancas da Califórnia.  